# I Don’t Like Mondays
I Don’t Like Mondays (Engl. für: „Ich mag Montage nicht“) ist ein von Bob Geldof geschriebener Rocksong. Es war der größte Erfolg für seine Band The Boomtown Rats und erschien 1979 auf deren Album The Fine Art of Surfacing.

## Entstehung
Inspiriert wurde Geldof durch die 16-jährige Brenda Ann Spencer, die am Montag, dem 29. Januar 1979 mit einem halbautomatischen Gewehr aus einem Fenster ihres Elternhauses auf das gegenüberliegende Gelände der Grover Cleveland Elementary School in San Diego schoss. Dabei tötete sie den Schulleiter Burton Wragg und den Hausmeister Mike Suchar und verletzte einen Polizisten und acht Schüler. Als Begründung für ihre Tat gab sie einem Journalisten am Telefon und der Polizei bei der Verhaftung die Antwort: “I don’t like Mondays. This livens up the day.” („Ich mag keine Montage. Dies belebt den Tag.“)
Bob Geldof schrieb den Song, nachdem er während eines Radiointerviews beobachtet hatte, wie die Nachricht über den Amoklauf aus dem Telex-Gerät des Radiostudios herauskam. In seiner Autobiografie So war’s (Originaltitel: Is That It?) von 1987 schrieb Geldof:

„Aber während der Sender die Platte laufen ließ, begann das Telex neben mir zu klackern. Ich sprang 'rüber, um die Nachricht aufzuschnappen, die es ausspuckte. Während ich dort saß, lehnte ein junges Mädchen namens Brenda Spencer mit einem Gewehr aus seinem Schlafzimmerfenster und schoss auf Leute in ihrer Schule auf der anderen Straßenseite. Was dann passierte, erschien mir als einzigartig amerikanisch. Ein Journalist rief sie an. Sie nahm den Hörer ab, an und für sich schon eine bizarre Unterbrechung, wenn man dabei ist, wildfremde Menschen umzubringen. Er fragte sie, warum sie das tut. Sie überlegte kurz und sagte dann: ‚Nichts los. Ich mag keine Montage.‘“

Jede der drei Strophen des Liedes endet mit einer Variation der Zeilen
| And he can see no reasons ’Cause there are no reasons What reason do you need to be shown?                                               | Und er kann keine Gründe erkennen Weil es keine Gründe gibt Welchen Grund brauchst Du?                                                            |
| Darauf schließt sich der Refrain an, in dem der Sänger auf die wiederholte Frage des Chors antwortet:                                    | |
| Tell me why? I don’t like Mondays Tell me why? I don’t like Mondays Tell me why? I don’t like Mondays I want to shoot The whole day down | Sag mir warum? Ich mag keine Montage Sag mir warum? Ich mag keine Montage Sag mir warum? Ich mag keine Montage Ich will den ganzen Tag abschießen |

## Kommerzieller Erfolg

### Chartplatzierungen
Das Stück wurde ein Nummer-eins-Hit in Großbritannien, erreichte Platz 6 in Deutschland und Platz 73 in den USA.
| ChartsChartplatzierungen       | Höchstplatzierung | Wochen |
| ------------------------------ | ----------------- | ------ |
| Deutschland (GfK)              | 6 (26 Wo.)        | 26     |
| Österreich (Ö3)                | 10 (10 Wo.)       | 10     |
| Schweiz (IFPI)                 | 6 (8 Wo.)         | 8      |
| Vereinigte Staaten (Billboard) | 73 (5 Wo.)        | 5      |
| Vereinigtes Königreich (OCC)   | 1 (15 Wo.)        | 15     |

| ChartsJahrescharts (1979) | Platzierung |
| ------------------------- | ----------- |
| Deutschland (GfK)         | 48          |

### Auszeichnungen für Musikverkäufe
| Land/Region                  | Auszeichnungen für Musikverkäufe (Land/Region, Auszeichnung, Verkäufe) | Verkäufe |
| ---------------------------- | ---------------------------------------------------------------------- | -------- |
| Kanada (MC)                  | Gold                                                                   | 75.000   |
| Neuseeland (RMNZ)            | Gold                                                                   | 10.000   |
| Vereinigtes Königreich (BPI) | Gold                                                                   | 500.000  |
| Insgesamt                    | 3× Gold ·                                                              | 585.000  |

## Coverversionen
2001 erschien eine Version von Bon Jovi auf deren Livealbum One Wild Night. Sie wurde zusammen mit Bob Geldof gesungen und 1995 aufgenommen. 1998 wurde eine Version von der amerikanischen Punkband Groovie Ghoulies veröffentlicht. 2001 erschien eine Version von Tori Amos auf ihrem Album Strange Little Girls. Weitere Versionen gibt es von dem kanadischen Liedermacher Ron Sexsmith (2003) und dem deutschen DJ Mark ’Oh (2008). Eine Version der deutschen Punkband Walter Elf findet sich auf dem Album Die Angst des Tormanns beim Elfmeter.